# HipHopDX
HipHopDX é uma revista online focada em notícias e críticas à cultura do hip-hop. Em atividade desde 1999, foi fundada por Sharath Cherian, sendo editada através da Cheri Media Group. Ao longo dos anos, a revista tem sido reconhecida como a mais influente do gênero pelo The Source e pela cerimônia anual do BET Hip Hop Awards.